# کاش اینجا بودی (آلبوم پینک فلوید)
کاش اینجا بودی (به انگلیسی: Wish You Were Here) نهمین آلبوم استودیویی از گروه موسیقی راک بریتانیایی، پینک فلوید است که در ۱۲ سپتامبر ۱۹۷۵ از طریق هاروست رکوردز و بعداً توسط کلمبیا رکوردز منتشر شد. کاش اینجا بودی در طول سال ۱۹۷۵ و در طی جلسات متعددی در ابی رود استودیوز لندن ضبط شد.
آلبوم موضوع‌هایی شامل انتقادها از صنعت موسیقی، تنهایی و بیگانگی و همچنین اشاراتی به عضو سابق گروه یعنی سید برت دارد که به دلیل مصرف بیش از حد مادهٔ توهم‌زا سلامتی روانی خود را از دست داده بود. گروه همانند آلبوم پیشین خود، نیمه تاریک ماه (۱۹۷۳) از اثرات صوتی و سینث‌سایزر استفاده کرده‌است. روی هارپر به عنوان خواننده مهمان در این آلبوم حضور دارد و در ترانه «دودی بگیر» به خواندن می‌پردازد و همچنین وی در ترانه بدرخش ای الماس خوش‌تراش نیز حضور دارد. گروه برای تبلیغ آلبوم، تک‌آهنگ ساید-ای «به ماشین خوش‌آمدی» / «دودی بگیر» را منتشر کرد.
کاش اینجا بودی در زمان انتشارش نقدهای متفاوتی از منتقدان موسیقی دریافت کرد که موسیقی آن را غیرقابل تحسین و رتبه پایین‌تر از کارهای قبلی خود می‌دانستند. آلبوم به‌صورت گذشته‌نگر مورد تحسین منتقدان قرار گرفته‌است و به عنوان یکی از بزرگ‌ترین آلبوم‌های همه زمان‌ها توسط منتقدان شناخته شده‌است. همچنین توسط کیبوردیست ریچارد رایت و گیتاریست دیوید گیلمور به‌عنوان آلبوم مورد علاقه خود از پینک فلوید ذکر شده‌است.
آلبوم توانست در صدر جدول‌های فروش بیلبورد و آلبوم‌های بریتانیا قرار گیرد. فروش آلبوم به گونه‌ای بود که ئی‌ام‌آی رکوردز که یکی از ناشران این آلبوم بود نمی‌توانست پاسخگوی تقاضای زیاد مشتریان برای این آلبوم باشد. حدود ۲۰ میلیون از این اثر از زمان انتشار تا کنون در سراسر جهان به فروش رفته‌است.

## زمینهٔ اولیه
پینک فلوید در تورهای ۱۹۷۴، نسخه‌های اولیه از سه آهنگ «باید دیوانه باشی»، «گوسفند» و «بدرخش ای الماس مجنون» را در چند کنسرت در فرانسه و انگلیس به اجرا درآورد. این اولین تور پینک فلوید از زمان انتشار آلبوم نیمه تاریک ماه بود.

پینک فلوید هیچ‌گاه روزنامه‌نگار و تبلیغاتچی برای خود استخدام نکرده بود و خود را از مطبوعات دور نگاه می‌داشت، ارتباطشان هم با مطبوعات ترش شده بود. به‌دنبال انتشار یک نقد بدبینانه نسبت به آهنگ‌های جدید گروه در مجلهٔ ان‌ام‌ئی توسط نیک کنت (از هواخواهان سید برت) و پیت ارسکین، آن‌ها در هفتهٔ اول ۱۹۷۵ به استودیو بازگشتند.

## مفهوم

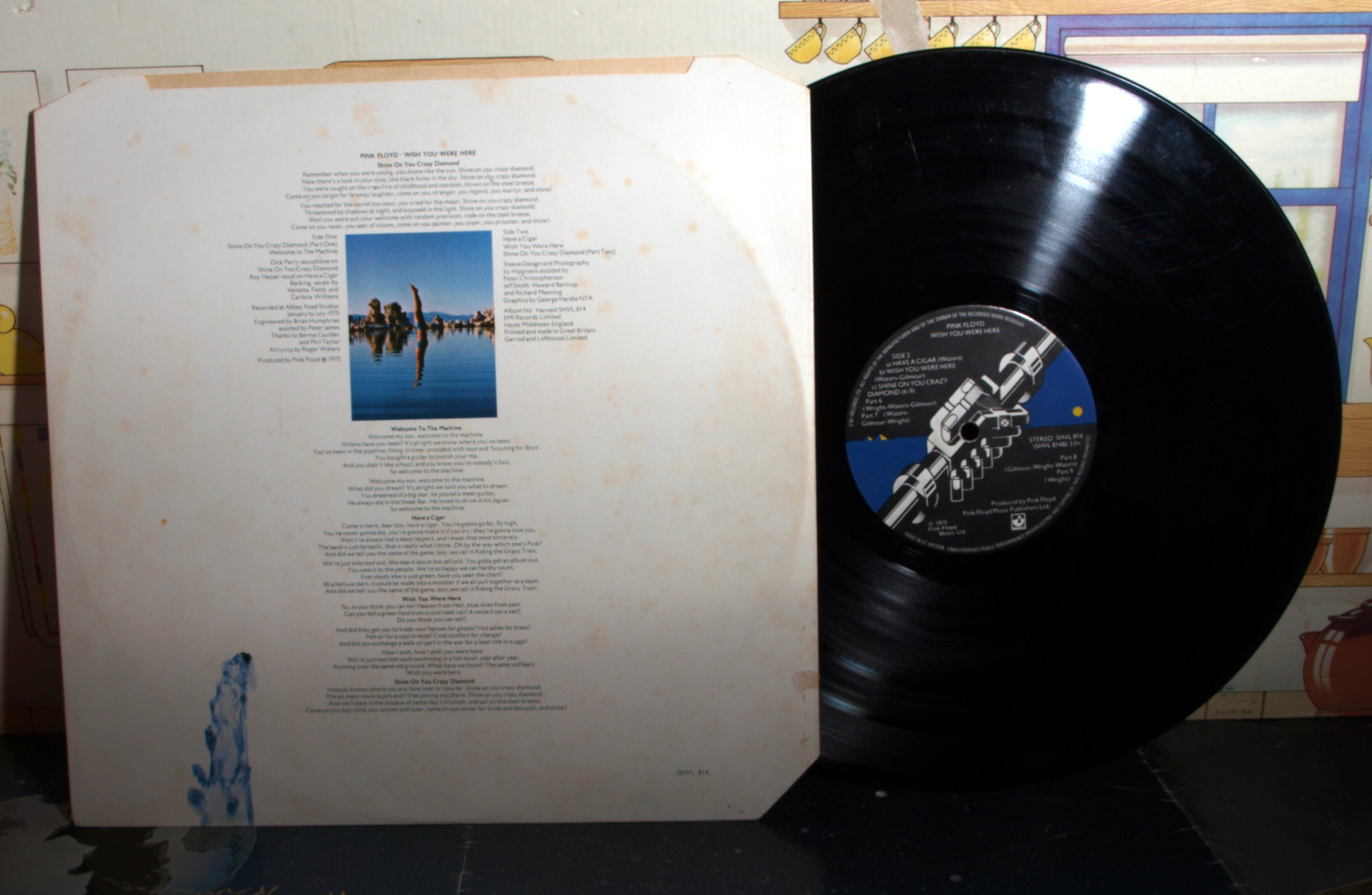
آلبوم کاش اینجا بودی (Wish you were here) پینک فلوید.

کاش اینجا بودی دومین آلبوم پینک فلوید است که در آن از زمینه‌های مفهومی استفاده شده‌است. این زمینه‌های مفهومی توسط نوازندهٔ گیتار بیس، خواننده و ترانه‌سرای گروه راجر واترز در آلبوم گنجانده شده و منعکس‌کنندهٔ احساس آن‌ها در آن زمان نسبت به سید برت عضو سابق گروه است که برای مدت زیادی از گروه دور بود و اعضای گروه از او بی‌خبر بودند.
آلبوم با یک مقدمهٔ طولانی شامل ۸ دقیقه و ۳۰ ثانیه موسیقی بیکلام که نوعی پیش‌درآمد برای ورود به اشعار آهنگ «بدرخش الماس مجنون» است آغاز می‌شود، آهنگی که گرامیداشتی برای عضو پیشین گروه سید برت است، کسی که گروه را به دلیل مشکلات روحی و روانی ترک کرد و کم‌کم به انزوا رفت. در این آهنگ برت با جملاتی نظیر «یادت می‌آید وقتی بچه بودی مثل خورشید می‌درخشیدی؟» و «تو زود به رازها دست یافتی و برای ماه گریستی» یادآور می‌شود.
این آلبوم به انتقاد از کسب و کار در صنعت موسیقی نیز می‌پردازد، آهنگ «بدرخش» با رفتن به سمت آهنگ «به ماشین خوش‌آمدی» خاتمه می‌یابد که این آهنگ، با بازشدن یک درب آغاز می‌شود (راجر واترز ترانه‌سرای این آهنگ آن را نمادی برای ورود به صنعت موسیقی توصیف می‌کند و صنعت موسیقی آن دوره را بیشتر مشتاق و مایل به طمع و حرص و آز می‌داند) و با سر و صدای یک مهمانی به پایان می‌رسد. این آهنگ به «نبود ارتباط و احساس واقعی میان افراد» نیز تمرکز دارد.

همانند «به ماشین خوش‌آمدی»، آهنگ «دودی بگیر» هم به صنعت موسیقی می‌پردازد؛ در اشعار این آهنگ از جملاتی مانند «ما آنقدر خوشحالیم که نمی‌تونیم پولها رو درست بشماریم»، «ما به این بازی می‌گوییم قطار ثروت‌سواری»، «آها، راستی کدامتان پینک است؟» استفاده شده که این جملهٔ حداقل یک‌بار از گروه در جاهای مختلف پرسیده می‌شد.
آهنگ بعدی «کاش اینجا بودی» شامل اشعاری است که فقط مربوط به وضعیت سید برت نمی‌شود و به دوگانگی شخصیت راجر واترز به عنوان یک سلطه‌جو و آرمان‌خواه هم می‌پردازد. آلبوم با بخش‌های ششم تا نهم از آهنگ «بدرخش» به پایان می‌رسد که بیشتر شامل موسیقی بی‌کلام است و در متن آن نیز جملاتی مانند «کسی نمی‌داند الان کجا هستی و چقدر نزدیکی یا چقدر دور» در ارتباط با برت است، چون تا آن موقع از وی بی‌خبر بودند.
دیوید گیلمور می‌گوید: «من خودم هم چندین نقد به نیمه تاریک ماه داشتم. گفتن از ایده‌ها و باورهای خود دلیل بر این نمی‌شود که حتماً بیان آن‌ها بی نقض بوده‌است. من بر این باور بودم که ما باید تلاش بیشتری برای نشان دادن ایده‌های خود داشته باشیم تا موسیقی مان به کمال برسد. این یکی از اهداف من در زمان ضبط این آلبوم بود.

## مراحل ضبط آلبوم

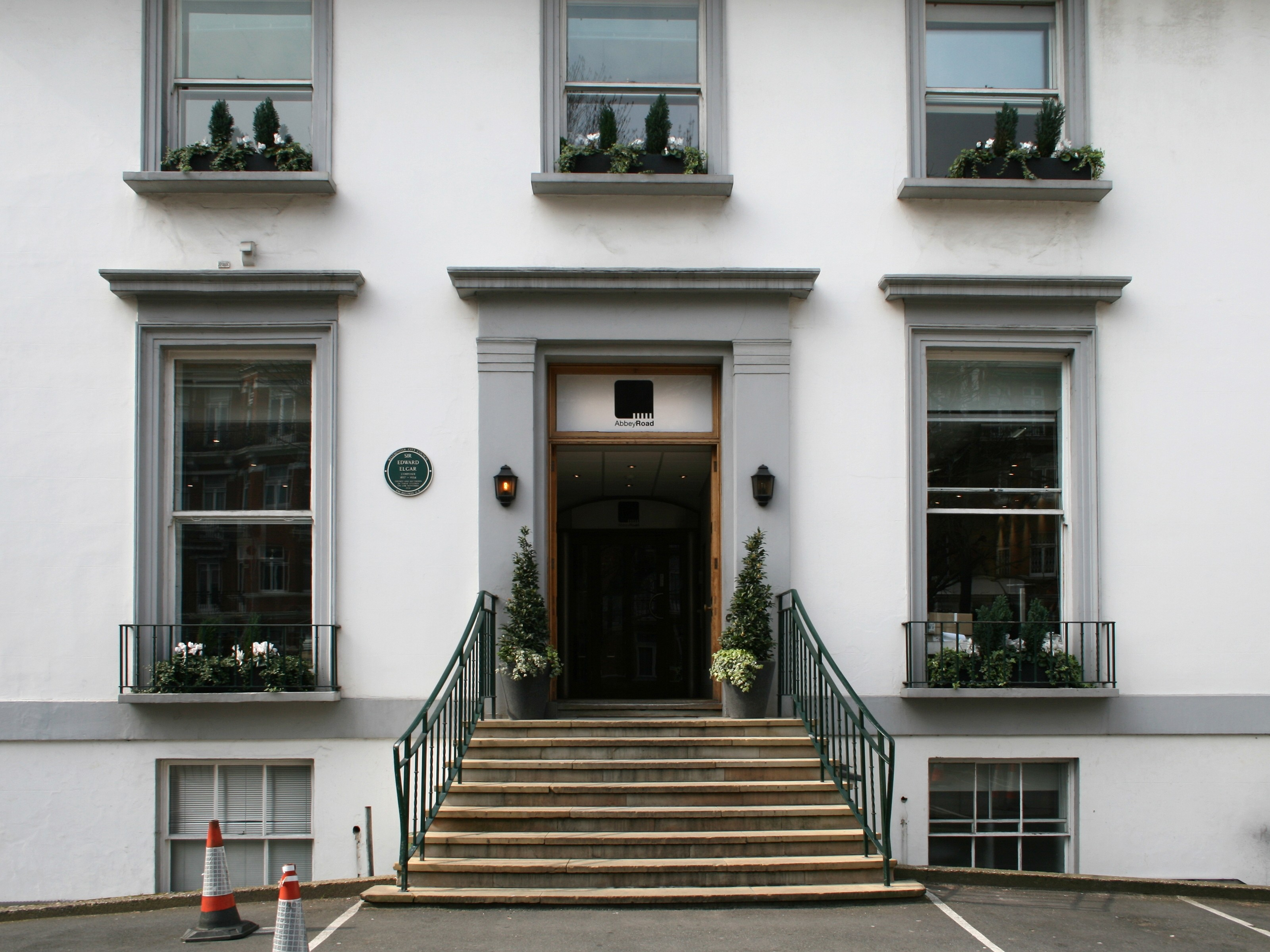
ابی رود استودیوز

پینک فلوید از آلن پارسونز (یکی از کارکنان ئی‌ام‌آی رکوردز) به عنوان مهندس صوت برای آلبوم قبل خود نیمهٔ تاریک ماه استفاده کرده بود، اما به دنبال انتشار آن آلبوم مسیر به گونه‌ای رقم خورد که میل او برای ادامه کار با آن‌ها کاهش یافت، ولی درعوض به موفقیت‌هایی با پروژه شخصی خود، آلن پارسونز پراجکت، دست یافت.
گروه با برایان هامفریز در آلبوم بیشتر، که در «پای استودیوز» ضبط شده بود، پیشینهٔ همکاری داشت و بار دیگر در سال ۱۹۷۴، او با یک مهندس کنسرت کم‌تجربه جایگزین شد. از این رو او یک انتخاب عادی برای کار با گروه به‌شمار می‌آمد، گرچه در روزهای نخست همکاری؛ او به عنوان یک غریبه تازه برای کار در ابی‌رود استودیوز دچار مشکلاتی بود؛ یک نمونه از خرابکاری‌های ناخواستهٔ او در بخش‌هایی از آهنگ «بدرخش» بود که در یکی از قسمت‌های این آهنگ که واترز و نیک میسن وقت زیادی برای تکمیل آن کرده بودند، کل آن به صورت اکو ضبط شد و مجبور شدند دوباره آن را ضبط کنند.
گروه در ابتدا برای ساخت آلبوم جدید کار سختی را پیش رو داشت، چون که آلبوم قبلی آن‌ها نیمهٔ تاریک ماه به عنوان پرفروش‌ترین کار آن‌ها تا آن زمان بود و هر چهار عضو از لحاظ جسمی و روحی تخلیه شده بودند. مراحل ضبط آلبوم در استیو سوم اَبی رود شروع شد. مراحل ضبط تا تاریخ ژوئیه ۱۹۷۵ ادامه یافت، در چهار روزاز هفته به ضبط از ساعت ۲:۳۰ بعد از ظهر تا پاسی از شب به ضبط آلبوم می‌پرداختند. در آغاز ضبط برای گروه دشوار بود که ایده‌ها جدید و تازه ایی برای آلبوم بنویسند که دلیل اصلی آن به علت موفقیت فراوان نیمه تاریک ماه بود. ریچارد رایت این دوره را به «سقوط در یک دوره دشوار» و راجر واترز آن را «شکنجه» توصیف می‌کند. درامر گروه نیک میسن هم فرایند ضبط چند آهنگی را خسته‌کننده می‌دانست و دیوید گیلمور هم بیشتر به دنبال بهبود قطعات کنونی آلبوم بود، او همچنین از میسن به‌طور چشمگیری خشمگین شده بود، زیرا شکست در ازدواجش باعث به وجود آمدن نوعی حس بی‌علاقگی در او شده بود که در نحوه درام زدنش هم تأثیر گذاشته بود. گیلمور دربارهٔ این دوره می‌گوید:
باید بگم که این دوره خیلی مشکل و سخت بود. تمام رؤیاهای کودکیمون تحقق یافته بود و بزرگ‌ترین فروش جهان را پشت سر گذاشته بودیم.— دیوید گیلمور، 
هامفریز در مصاحبه ایی در سال ۲۰۱۴ میلادی دربارهٔ مشکلات اولیه ضبط می‌گوید: «گاهی چندین روز متوالی به بطالت و بیهودگی گذرانده می‌شد، فکر نمی‌کنم خودشون [پینک فلوید] هم نمیدونستن که میخوان چیکار کنند. ما یک اسلحه بادی و داشتم که به صفحه دارت شلیک می‌کردیم یا اسم و فامیل بازی می‌کردیم، و بعدش معمولاً نوشدنی الکی مصرف می‌کردیم و مست به خانه برمی‌گشتیم تا فردا دوباره همین کار هارو ادامه بدیم. این تمام کارمون تا کم‌کم مراحل ضبط آلبوم روی غلتعک افتاد.»
با این حال پس از چند هفته راجر واترز به تجسم‌سازی مفهوم دیگری پرداخت. سه قطعه موسیقی جدید از تور ۱۹۷۴ («باید دیوانه باشی»، «گوسفند» و «بدرخش») می‌توانست دست کم نقطه شروعی برای یک آلبوم جدید باشند، و آهنگ «بدرخش» هم می‌توانست یک انتخاب معقول و یک محور برای ساخت آن آلبوم باشد، برای این‌کار می‌شد همانند آهنگ‌هایی نظیر «پژواک‌ها» عمل کرد و یک آهنگ بلند ساخت که بیشتر آن را موسیقی بی‌کلام تشکیل دهد و یادآور عضو پیشین گروه، سید برت بود.

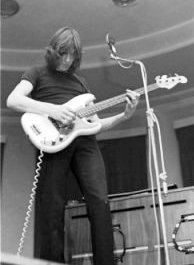
راجر واترز ایدهٔ اصلی آلبوم را داد و تمام اشعار آلبوم را هم خود او نوشت.

گیلمور چهار نوت گیتار ابتدایی که در اوایل آهنگ «بدرخش» شنیده می‌شود را کاملاً اتفاقی نوشته بود، اما واترز از آن خوشش آمده بود و کاملاً نسبت به ساخت آلبوم جدید دلگرم شد. واترز می‌خواست آهنگ «بدرخش» را به دو قطعه تقسیم کند و بین آن دو، آهنگ‌های جدیدی را قرار بدهد. با اینکه گیلمور مخالف این کار بود اما نظر اعضای گروه دربارهٔ این پیشنهاد واترز، سه به یک به ضرر گیلمور بود و از این رو او نیز پذیرفت که آهنگ به دونیم و از هم جدا شود.
اشعار دو آهنگ «دودی بگیر» و «به ماشین خوش‌آمدی» حملات شدیدی به کسب و کار موسیقی بود و شعر «بدرخش» هم باید به گونه‌ای گفته می‌شد که ظهور و سقوط سید برت را بیان کند. واترز در این باره می‌گوید: «چون می‌خواستم شعر تا آنجا که ممکنه نسبت به آنچه که حس می‌کردم بیشتر نزدیک باشه… یک نوع مالیخولیای غیرقابل وصف و اجتناب ناپذیر از ناپدید شدن ناگهانی سید».
با مفهوم جدیدی که پایه‌ریزی شده بود دو قطعه آهنگ «باید دیوانه باشی» و «گوسفند» از آلبوم کنار گذاشته شدند چون در آن مسیری که واترز برای آلبوم جدید تعریف کرده بود قرار نمی‌گرفتند. از این دو آهنگ در آلبوم جانوران استفاده شد.

### الماس مجنون
یکی از مهم‌ترین نکات قابل ذکر در هنگام ضبط آلبوم کاش اینجا بودی در ۵ ژوئن ۱۹۷۵ رخ داد. گیلمور تازه ازدواج کرده بود و گروه در آستانه برگزاری دومین تور خود در آمریکا قرار داشت.
اعضای گروه مشغول ویرایش و کامل کردن میکس‌های پایانی آهنگ «بدرخش ای الماس مجنون» بودند که در این هنگام یک مرد چاق با ابروان و موهای تراشیده وارد اتاق شد، در دستان او یک کیسه پلاستیکی بود. واترز که مشغول کار در استودیو بود در ابتدا او را نشناخت، ریچارد رایت هم هویت او را تشخیص نداد، حدس زد که از دوستان واترز باشد و با او کاری دارد، اما پس از لحظه‌ای متوجه شد که او سید برت است. گیلمور هم حدس زد که وی از کارکنان ئی‌ام‌آی رکوردز است و نیک میسن هم نتوانست او را به جای آورد و هنگامی که گیلمور به او گفت، او وحشت زده شد.

سید برت در حین بازدید از ابی رود استودیوز در سال ۱۹۷۵

واترز پس از شناختن برت گریه‌اش گرفت. آن روز برت در کنار آن‌ها نشست و با هم صحبت کردند، ولی استورم تورجرسن طراح جلد گروه در این آلبوم در این باره می‌گوید: «او واقعاً در بین ما نبود». میسن در کتاب خود با نام پُشت و رو مکالمهٔ برت را در آن روز «غیر معقول و بی‌قاعده» به خاطر می‌آورد. اندرو کینگ از او پرسید که چرا اینقدر چاق شده‌است؟ و او هم این‌گونه پاسخ داد:
در خانه‌ام یک یخچال بزرگ دارم و به خوردن گوشت خوک زیادی عادت کردم.— سید برت
او نسخهٔ میکس شدهٔ «بدرخش» را هم گوش داد ولی هیچ نشانه‌ای از فهمیدن ارتباط آن با خودش نشان نداد. سید برت به عنوان مهمان در غذاخوری جشن عروسی گیلمور هم شرکت کرد، ولی بدون خداحافظی آنجا را ترک کرد. واترز او را چند سال بعد در فروشگاه هارودز هنگام خرید شکلات دید و بعد از آن هیچ‌یک از اعضای گروه دیگر او را ندیدند تا اینکه او در سال ۲۰۰۶ از دنیا رفت.
اگرچه اشعار آهنگ «بدرخش» قبلاً گفت شده بود اما حضور برت در آن روز شاید بر بخش‌های پایانی این آهنگ تأثیر گذاشته باشد، یک اشارهٔ زیرکانه از آهنگ «نواختن امیلی را ببین» توسط ریچارد رایت در بخش پایانی آلبوم قابل شنیدن است.
خیلی دربارهٔ سید ناراحتم، البته که او نقش مهمی در گروه داشت و گروه هرگز نمی‌خواست بدون او کاری رو شروع کنه، زیرا او بود که تمام ایده‌ها رو می‌نوشت. بدون او، هیچ‌کدام از این اتفاق‌ها نمی‌تونست بیفته اما در اونور قضیه نمی‌شد همه چیز همراه با او نابود شود. «بدرخش ای الماس مجنون» واقعاً دربارهٔ سید نیست، بلکه او نمادی است برای نهایت فقدان‌ها در زندگی مدرن که بعضی از مردم مجبورن خودشون رو ازش رها کنن چون این تنها راهیه که می‌تونن از عهده‌اش بر بیان، اینکه کاملاً به کنار برن. من این را به شکل وحشتناکی غم‌انگیز یافتم. — واترز

### تنظیم آهنگ‌ها

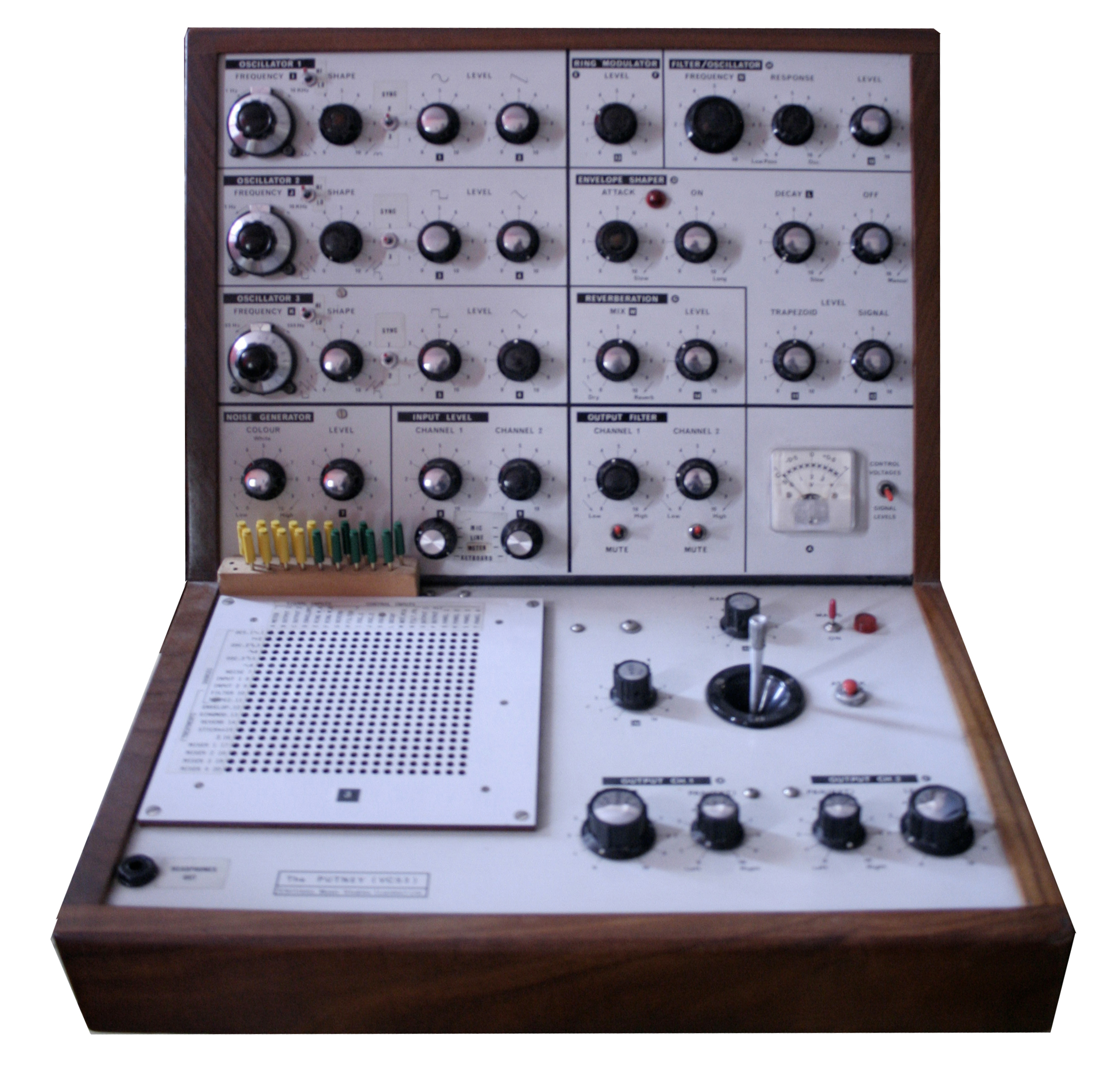
تصویر سینث‌سایزر EMS VCS3

گروه همانند آلبوم نیمه تاریک ماه از ترکیب‌کننده‌های نظیر «ای‌ام‌اس وی‌سی‌اس ۳» استفاده کرد (در آهنگ «به ماشین خوش‌آمدی»)، اما توسط گیتار آکوستیک گیلمور و سازهای کوبه‌ای نیک میسن ملایم‌تر از آب درآمد. شروع آهنگ «بدرخش» شامل قطعاتی ناکامل از آلبومی که از قبل ضبط شده بود و به نام «لوازم خانگی» شناخته می‌شود است. در این قطعه از نواختن لیوان‌های شراب خوری که مایعات مختلفی پر شده بودند استفاده شده بود.
در هنگام ضبط آلبوم دو نوازندهٔ ویولن در سبک جاز و کلاسیک به نام‌های استفان گراپلی و یهودی منوهین در حال اجرا در استودیوی دیگری بودند که از آن‌ها برای مشارکت در قطعه‌ای دعوت به عمل آمد و آن‌ها نیز آمدند که گراپلی نواخت و منوهین تنها نظاره‌گر بود. هرچند که بعد از آن گروه تصمیم گرفت که از آن همکاری در آلبوم استفاده نکند و آن را برای آلبوم نامناسب خواند.
با اینکه برای این آلبوم از قطعهٔ مشارکتی گراپلی استفاده نشد و از این رو به وی ۳۰۰ پوند پرداخت کردند که تا سال ۲۰۱۳ به ۲۱۰۰ پوند رسید. تا سال ۲۰۱۱ گمان می‌رفت که این قطعهٔ مشارکتی از بین رفته‌است. اما بعداً مشخص شد که قطعه در نسخه نهایی آلبوم استفاده شده بود اما در میکس نهایی آلبوم به قدری کم صدا بود که گروه فرض بر این برد که نام بردن از وی در مشخصات آلبوم، یک جور توهین به حساب می‌آید. نوازنده ساکسیفون انگلیسی‌تبار دیک پری، که از نوازندگی او در آلبوم نیمه تاریک ماه استفاده شده بود در این آلبوم در قطعه بدرخش ای الماس خوش‌تراش نیز، استفاده شده‌است.
آغاز آهنگ «کاش اینجا بودی» که با صدای رادیو شروع می‌شود از رادیوی خودروی گیلمور ضبط شده‌است که با چرخش درجه ایستگاهای رادیویی تغییر می‌کند که در این میان قسمتی از سمفونی چهارم چایکوفسکی شنیده می‌شود.

### خواننده‌ها

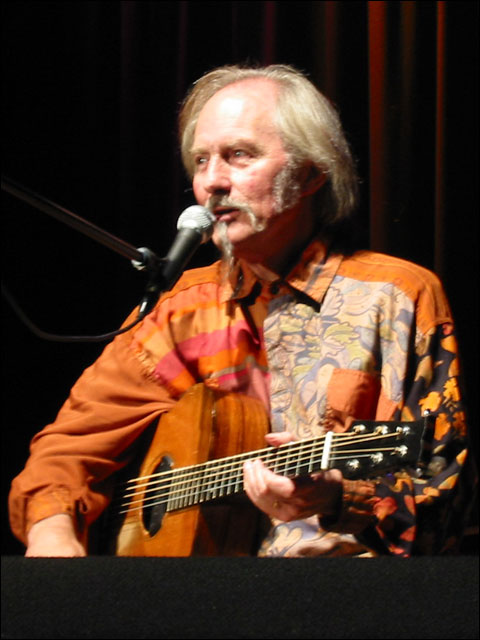
روی هارپر، کسی که در آلبوم کاش اینجا بودی به عنوان خواننده مهمان حضور دارد.

جلسات ضبط دو بار به دلیل تور آمریکا قطع شده بود. (یکی در آوریل و دیگری در ژوئن ۱۹۷۵). اجرای این تور و آهنگ «بدرخش» برای واترز هم مشکلاتی به وجود آورد و وی نتوانست در آهنگ «دودی بگیر» به خواندن بپردازد، از گیلمور خواست که خواندن در این آهنگ را بر عهده بگیرد که او نیز نپذیرفت. از این رو از روی هارپر که در ابی رود مشغول ضبط آلبوم شخصی خود بود دعوت کردند که در این آلبوم نیز مشارکت داشته باشد و در آهنگ «دودی بگیر» به خواندن بپردازد. دیوید گیلمر برای آلبوم هارپر چندین بار نوازندگی گیتار نیز کرده بود.
واترز بعداً ابراز تاسف کرد و اعتقاد داشت که خودش باید این آهنگ را می‌خواند. گیلمور نیز در دو آهنگ «کاش اینجا بودی» و «به ماشین خوش‌آمدی» به عنوان خواننده حضور دارد. گروه «دِ بلک بریز» نیز در قطعه بدرخش ای الماس خوش‌تراش به عنوان خواننده پشتیبان حضور دارند.

### تور
پینک فلوید در تاریخ ۵ ژوئیه سال ۱۹۷۵ میلادی اکثر ترانه‌های آلبوم را در «جشنواره موسیقی نب ورد» در شهر نب ورد انگلیس به اجرا درآوردند. روی هارپر که در این جشنواره نیز حضور داشت بعد از گم شدن لباس اجرای خود، به یکی از وانت‌های حمل وسایل پینک فلوید حمله کرد که موجب آسیب زدن به خودش نیز شد. این حمله اختلالی در ادوات صدا و موسیقی گروه و اجرای آنان به وجود آورد. به علت اینکه از پیش تعیین شده بود تا هنگام ورود تماشاچیان به محل برگزاری جشنواره دو فروند هواگرد جنگنده، سوپرمارین اسپیت‌فایر از بالای سر آنان عبور کنند؛ پینک فلوید قادر به عقب انداختن اجرای خود نبودند.
به علت خرابی یکی از منبع تغذیه‌های گروه، کیبورد واترز به کلی از کار افتاد و اجرای گروه را با مشکل مواجه کرد. این موارد باعث شد تا او به فکر ترک سالن اجرا بیفتد اما گروه توانستند با استفاده از یک کیبورد دیگر و یک پیانو به اجرا ساده‌تر قطعات آلبوم ادامه دهند. بعد از وقفه کوتاهی گروه به جای اجرای ای کاش اینجا بودی به اجرای قطعاتی از ترانه‌های نیمه تاریک ماه پرداختند. اما منتقدان به علت اینکه به آنان اجازه ورود به پشت صحنه اجرای پینک فلوید داده نشده بود، به تخریب وجه پینک فلوید و تخریب اجرای آنان دامن زدند.

## بسته‌بندی

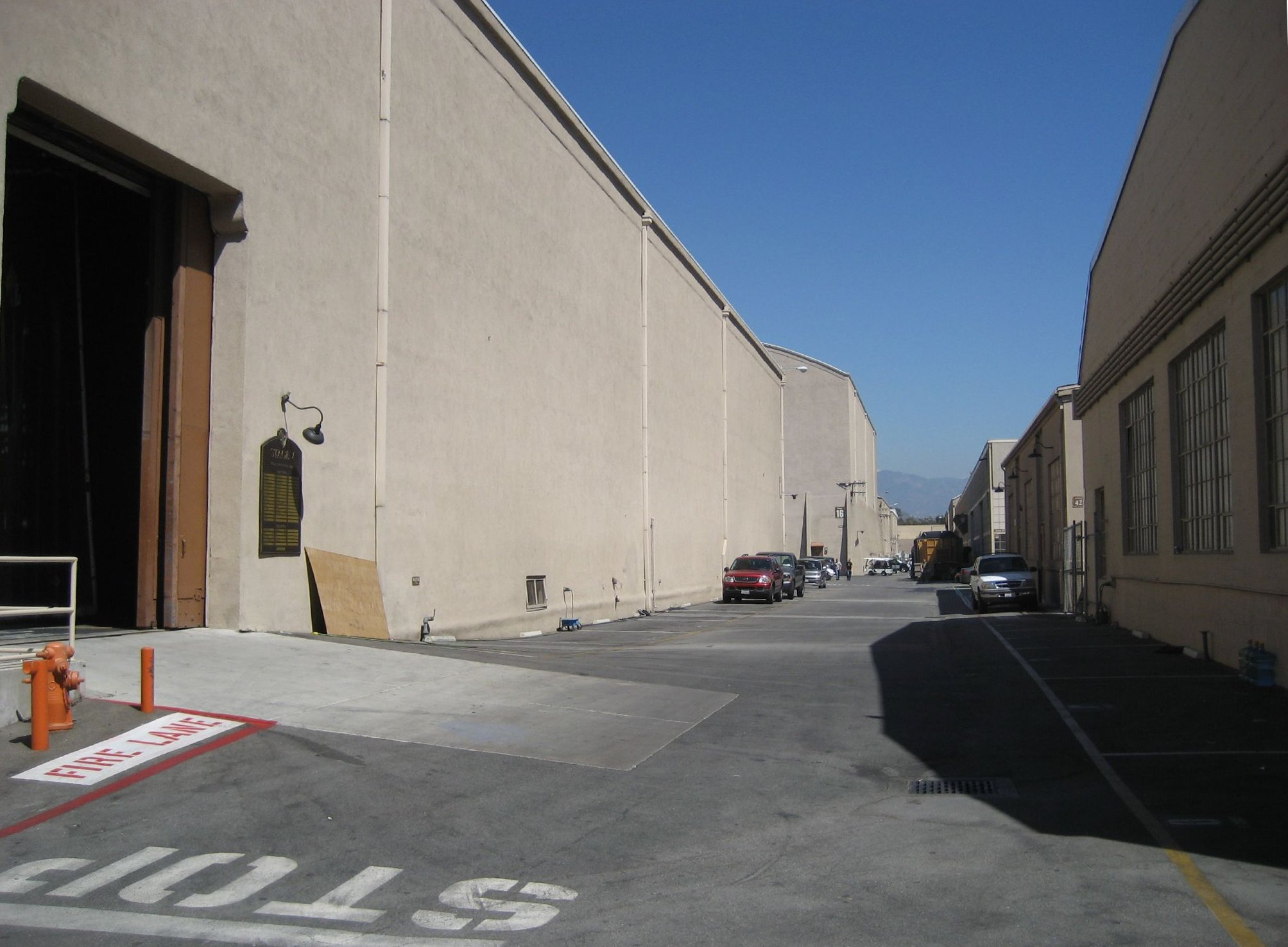
بخشی از مجموعه استودیوهای برادران وارنر در کالیفرنیا، جایی که عکس برای جلد آلبوم گرفته شد.

آلبوم کاش اینجا بودی در یک بسته‌بندی وقت‌گیر که توسط استورم تورجرسن طراحی شده بود فروخته شد.
استورم تورجرسن کسی بود که طراحی جلد اکثر آلبوم‌های پینک فلوید را بر عهده داشت و در تور ۱۹۷۴ نیز همراه با گروه بود؛ از این رو می‌توانست در طراحی جلد این آلبوم نیز از مفهوم‌هایی که در ارتباط با ترانه‌های آلبوم بود استفاده کند. وی در معنی‌دادن به اشعار این آلبوم پینک فلوید نقش تأثیرگذاری داشت و در نهایت تصمیم گرفته شد که موضوع «حضور تحقق نیافته» را جایگزین موضوع مرتبط با برت کنند. این تمِ «غیاب و نبودن» از هم‌اندیشی او در طی ساعت‌ها همراهی با اعضای گروه منعکس می‌شد. تورجرسن بعد از دیدن جلد آلبوم زندگی روستایی گروه راکسی میوزیک که به علت سانسور با جلد مات سبز رنگی در فروشگاه عرضه شده بود؛ تصمیم گرفت تا ای کاش اینجا بودی را با جلد سیاه رنگی عرضه کنند که این کار باعث دیده نشدن جلد اصلی آلبوم در زمان خرید توسط خریدار می‌شد.

مفهوم دو آهنگ «به ماشین خوش آمدی» و «دودی بگیر» به او این ایده را داد، تا برچسبی از دو دست ربات مانند و بدون احساس و انسانیت را بروی جلد سیاه آلبوم بگذارد. جورج هاردی طراح و نگاشتار انگلیسی دو دست ربات مانند را طراحی کرد تا روی جلد سیاه آلبوم قرار بگیرد. این طرح همچنین در نسخه صفحه گرامافون نیز استفاده شده‌است اما به جای پس زمینه ایی سیاه، دارای پس زمینه ابی است.
عکس روی جلد آلبوم توسط همکار تورجسن، «اوبری پو پوول» در استودیو هیپ نوسس گرفته شده‌است. ایده این طرح برگرفته برگرفته از کسانی است که احساس واقعی خود را به علت وجود «خطر سوختن»، پنهان می‌کنند. «سوختن» یک اصطلاح رایج در صنعت موسیقی هم بود و بیشتر برای هنرمندانی به کار گرفته می‌شد که از دریافت حق امتیاز کارهای خود محروم بودند. دو مردی که در کاور آلبوم هستند و در طراحی جلد از آن‌ها استفاده شده «رونی راندل و دنی راجرز» هستند، که یکی جلیقه ضد آتشی زبر کت و شلوار خود به تن دارد، و سرش توسط کلاه ضد آتشی زیر یک کلاه گیس محافظ شده‌است. این عکس در محل استودیوی برادران وارنر که در لس‌آنجلس قرار دارد، گرفته شده‌است. به در ان زمان به این محل «بربنک استیودیو» گفته می‌شد. در ابتدا باد در جهت مخالف می‌وزید و این باعث شد تا شعله‌های آتش سبیل رونی راندل را بسوزاند. این دو بدلکار به علت این مسئله جای خود را با یکدیگر عوض کرند، و عکس‌ها بعدأ در استودیو دستکاری شده تا به حالت اولیه برگردند.
تصویر پشت جلد آلبوم یک «فروشندهٔ بی‌چهرهٔ که آلبوم‌های پینک فلوید» را می‌فروشد نشان می‌دهد که در صحرا ایستاده‌است. استورم تورجرسن دربارهٔ این عکس می‌گوید: «روح خودش را در صحرا می‌فروشد.» این تصویر توسط اوبری پو پوول در صحرا یوما گرفته شده‌است. عدم وجود مچ دست و زانو در عکس کمک شایانی به وجود آمدن این احساس می‌کند که این فرد واقعی نیست و فقط یک کت و شلوار خالی است. در کتابچه آلبوم عکسی از زنی عریانی که توسط لباسی که در باد می‌وزد پوشانده شده‌است، در ادامه تصویری از شناگری است که به تنهایی در دریاچه ایی به نام «مونو لیک» شنا می‌کند، که بر احساس تنهایی که آلبوم می‌خواهد به شنوده القاء کند، می‌افزاید. تصمیم بر اینکه آلبوم را در جلد سیاه رنگی بگذارند تا جلد اصلی آن پنهان بماند، مورد قبول کلمبیا رکوردز که صحاب امتیاز نشر آثار آنان در ایالات متحده بود، نبود. این شکرت مؤثر بر این بوده که این نوع بسته‌بندی کنار گذاشته شود اما در پایان تصمیم پینک فلوید عوض نشد. شرکت ایی ام آیی با استفاده از نوع بسته‌بندی موافق بود.
در پایان پینک فلوید از محصول نهایی و آلبوم خود بسیار خرسند بودند.

## انتشار
آلبوم در ۱۲ سپتامبر ۱۹۷۵ در بریتانیا و به‌دنبال آن در روز بعد در آمریکا منتشر شد. این آلبوم اولین اثر گروه بود که توسط کلمبیا رکوردز یکی از مجموعه‌های سی بی اس در آمریکا عرضه می‌شد. گروه و مدیر برنامه آن‌ها، استیو ارورک از شرکت موسیقی کاپیتال رکوردز
وابسته به ای ام آیی که مسئول پخش پینک فلوید در آمریکا بود، راضی نبودند. گروه تغییری در شرکت هاروست رکوردز که مسئول انتشارات آلبوم آن‌ها در اروپا بود به وجود نیاوردند.

### فروش
آلبوم در بریتانیا با بیش از ۲۵۰٬۰۰۰ فروش به رتبه سوم جدول فروش رفت و در هفته بعد به صدر جدول فروش رسید. تقاضا به گونه‌ای بود که ئی‌ام‌آی رکوردز به خرده‌فروشان خود اطلاع داد که تنها ۵۰ درصد از تقاضاها تحقق خواهد یافت. برای کلمبیا رکوردز از قبل ۹۰۰٬۰۰۰ سفارش خرید آلبوم رسید که برای این ناشر بیشترین به حساب می‌آمد. آلبوم در هفته دوم به صدر آلبوم‌های آمریکا هم دست یافت. ای کاش اینجا بودی سریعترین آلبوم پینک فلوید بر اساس فروش است. آلبوم در ۱ام اوت ۱۹۷۵ به دو گواهی فروش طلا و پلاتینیوم در انگلیس رسید و در ۱۷ سپتامبر ۱۹۷۵ به گواهی فروش طلا در آمریکا دست پیدا کرد. در ۱۶ مه سال ۱۹۹۷ میلادی به گواهی شش‌گانه فروش پلاتینیوم دست پیدا کرد. تا سال ۲۰۰۴ توانست پیش از ۱۴ میلیون نسخه به فروش برساند. کلمبیا رکوردز آهنگ دودی بگیر را به عنوان تک آهنگ اصلی آلبوم انتخاب کرد. و آهنگ به ماشین خوش آمدی در کنار این آهنگ در آمریکا نیز عرضه شد.
ای کاش اینجا بودی به موفقیت فراوان تجاری زیادی در اروپا دست پیدا کرد. در هلند، انگلیس و اسپانیا به صدر جدول فروش رسید، همچنین به مدت ۲۰ هفته متوالی در صدر رتبه جدول فروش‌های اسپانیا باقی ماند.

## بازخوردها
| بررسی انتقادی              | بررسی انتقادی |
| منبع                       | رتبه‌بندی      |
| -------------------------- | ------------- |
| آل‌میوزیک                   | [ ۵۲ ]        |
| بلندر                      | [ ۵۳ ]        |
| راهنمای ضبط کریسگائو       | A–            |
| دانشنامه موسیقی عامه‌پسند   | [ ۵۵ ]        |
| مارتین سی. استرانگ         | [ ۵۶ ]        |
| میوزیک استوری              | [ ۵۶ ]        |
| موزیک هَند راک              | [ ۵۷ ]        |
| ریکورد کالکتر              | [ ۵۸ ]        |
| راهنمای آلبوم رولینگ استون | [ ۵۹ ]        |
| تام هول                    | A             |

آلبوم در بدو انتشار نقدهای گوناگونی دریافت کرد.
در سال ۲۰۰۳ مجلهٔ رولینگ استون کاش اینجا بودی را در بین ۵۰۰ آلبوم برتر تمام اعصار در ردهٔ ۲۰۹ام قرار داد. در سال ۱۹۹۸ خوانندگان مجله کیو کاش اینجا بودی را، ۳۴اُمین آلبوم برتر تمام زمان‌ها انتخاب کردند، همین مجله در سال ۲۰۰۰ این آلبوم را در ردهٔ ۴۳ام صد آلبوم برتر انگلیسی برای همیشه قرار داد. در سال ۲۰۰۷ یکی از بزرگ‌ترین ایستگاه‌های رادیویی آلمان وی‌دی‌آر۲ از شنوندگانش خواست که ۲۰۰ آلبوم برتر همه زمان‌ها را انتخاب کنند و در این لیست، کاش اینجا بودی در صدر آلبوم‌ها قرار گرفت. در سال ۲۰۰۴ آلبوم کاش اینجا بودی در ردیف ۳۶ام صد آلبوم برتر دهٔ ۷۰ میلادی از نگاه پیچفورک مدیا قرار گرفت. IGN هم کاش اینجا بودی را هشتمین آلبوم کلاسیک راک انتخاب کرد.
با وجود اینکه در مراحل تولید این آلبوم مشکلاتی جود داشت اما این آلبوم جزو آلبوم‌های مورد علاقهٔ نوازندهٔ کیبورد گروه ریچارد رایت باقی ماند:
این آلبومی هست که من برای لذت بردن بهش گوش می‌دم و آلبوم‌های زیادی بمانند این از پینک فلوید وجود نداره که من بتونم از شنیدنش لذت ببرم.— ریچارد رایت، 
 گیلمور هم این آلبوم را بسیار زیاد دوست می‌دارد.

## انتشار مجدد و ریمسترینگ

جلد مستند داستانی از کاش اینجا بودی

کاش اینجا بودی در چند فرمت مختلف انتشار مجدد یافت و ریمستر شد. آلبوم در سال ۱۹۸۳ به صورت لوح فشرده در آمریکا و ۱۹۸۵ در بریتانیا منتشر شد، و دوباره در سال ۱۹۹۴ با طرح جلدی متفاوت‌تر از طرح جلد اصلی ریمستر شد.
آلبوم به عنوان یکی از بخش‌های مجموعه جعبه‌ای بدرخش منتشر شد و ۵ سال بعد کلمبیا رکوردز آن را با ۱۷ ثانیه بیشتر نسبت به نسخهٔ ریمستر شده توسط ئی‌ام‌آی رکوردز در سال ۱۹۹۴ دوباره منتشر کرد. همچنین آلبوم در سال ۲۰۰۰ در ۲۵امین سالگرد انتشارش توسط کپیتال رکوردز در ایالات متحده منتشر شد. آلبوم در سال ۲۰۱۱ به عنوان بخشی از مجموعه جعبه‌ای ایمرژن (Immersion) به صورت استریو و دیجیتال توسط جیمز گاتری در لوح فشرده ریمستر شد.

## مستندسازی آلبوم و نماهنگ‌ها
پینک فلوید تنها برای یک آهنگ این آلبوم نماهنگ ساخت. «به ماشین خوش‌آمدی» برای ساخت نماهنگ برگزیده شد و برای ساختش از یک انیمیشن‌ساز به نام جرالد اسکارف دعوت شد، کسی که بعدها در فیلم دیوار نیز با گروه مشارکت می‌کند.
همانگونه که در سال ۲۰۰۳ برای آلبوم نیمه تاریک ماه مستندی ساخته شد در سال ۲۰۱۲ نیز مستندی به‌نام «داستانی از کاش اینجا بودی» دربارهٔ آلبوم کاش اینجا بودی ساخته شد و در آن مراحل ساخت آلبوم مورد بررسی قرار گرفت. این مستند شامل مصاحبه‌هایی با اعضای گروه شامل راجر واترز، دیوید گیلمور، نیک میسن، ریچارد رایت و سایر مشارکت‌کنندگان مانندمهندس صوت آلبوم برایان هامفریز است. از برخی تصاویر و کلیپ‌های مرتبط با سید برت نیز در این مستند استفاده شده‌است.

## فهرست قطعه‌ها
متن همهٔ ترانه‌ها توسط راجر واترز نوشته شده‌است.
| بخش اول    | بخش اول                | بخش اول                             | بخش اول    | بخش اول |
| شماره      | نام                    | آهنگساز                             | آواز اصلی  | مدت     |
| ---------- | ---------------------- | ----------------------------------- | ---------- | ------- |
| ۱.         | «بدرخش ای الماس مجنون» | راجر واترز دیوید گیلمور ریچارد رایت | واترز      | ۱۳:۳۲   |
| ۲.         | «به ماشین خوش‌آمدی»     | واترز                               | گیلمور     | ۷:۲۸    |
| مجموع مدت: | مجموع مدت:             | مجموع مدت:                          | مجموع مدت: | ۲۱:۰۰   |

| بخش دوم    | بخش دوم                           | بخش دوم                                              | بخش دوم    | بخش دوم |
| شماره      | نام                               | آهنگساز                                              | آواز اصلی  | مدت     |
| ---------- | --------------------------------- | ---------------------------------------------------- | ---------- | ------- |
| ۱.         | «دودی بگیر» (با همراهی روی هارپر) | واترز                                                | روی هارپر  | ۵:۰۸    |
| ۲.         | «کاش اینجا بودی»                  | واترز گیلمور                                         | گیلمور     | ۵:۳۵    |
| ۳.         | «بدرخش ای الماس مجنون»            | رایت، گیلمور، واترز (قسمت‌های VI–VIII) رایت (قسمت IX) | واترز      | ۱۲:۲۸   |
| مجموع مدت: | مجموع مدت:                        | مجموع مدت:                                           | مجموع مدت: | ۲۳:۱۱   |

| انتشار مجدد ۱۹۸۲، سی‌دی ژاپنی | انتشار مجدد ۱۹۸۲، سی‌دی ژاپنی                                       | انتشار مجدد ۱۹۸۲، سی‌دی ژاپنی |
| شماره                        | نام                                                                | مدت                          |
| ---------------------------- | ------------------------------------------------------------------ | ---------------------------- |
| ۱.                           | «بدرخش ای الماس مجنون (قسمت‌های I-V) – به ماشین خوش‌آمدی»            | ۲۱:۰۳                        |
| ۲.                           | «دودی بگیر – کاش اینجا بودی –بدرخش ای الماس مجنون (قسمت‌های VI-IX)» | ۲۳:۱۰                        |
| مجموع مدت:                   | مجموع مدت:                                                         | ۴۴:۱۳                        |

## دست‌اندرکاران
| پینک فلوید - دیوید گیلمور – خواننده، گیتار، لپ استیل گیتار،سینث‌سایزر ای‌ام‌اس ثینسی ای‌کی‌اس، کیبورد، تپ افکت - راجر واترز – خواننده، گیتار بیس، گیتار، سینث‌سایزر ای‌ام‌اس وی‌سی‌اس ۳، تپ افکت - ریچارد رایت – کیبورد، سینث‌سایزر ای‌ام‌اس وی‌سی‌اس ۳، کلاوینت، خواننده زمینه - نیک میسن – درام، سازهای کوبه‌ای، تپ افکت سایر مشارکت کنندگان - دیک پری – ساکسفون در «بدرخش ای الماس مجنون» - روی هارپر – خواننده در «دودی بگیر» - وِنِتا فیلدز و کارلنا ویلیامز – خواننده زمینه | گروه تولید - برایان هامفریز – مهندسی صوت - پیتر جیمز – مهندسی، دستیار مهندس - فیل تیلور – عکاس اضافی (ریمستر) - هیپ‌نسیس – طرح، عکاسی - پیتر کریستوفرسن، جِف اسمیت، هاوارد بارتروپ و ریچارد مانینگ – دستیار طراح - گئورگی هاردی – گرافیک - جیل فرمانوسکی – عکاس اضافی (ریمستر) - جیمز گاتری (مدیر ضبط) – مسترینگ - دوگ ساکس – ریمستر |

## جدول‌ها
| جدول (۱۹۷۵)                                   | اوج موقعیت |
| --------------------------------------------- | ---------- |
| آلبوم‌های استرالیایی (Kent Music Report)       | ۱          |
| آلبوم‌های اتریشی (آلبوم‌های او۳)                | ۲          |
| آلبوم‌ها/سی‌دی‌های برتر کانادا (آرپی‌ام)          | ۱۴         |
| آلبوم‌های هلندی (جدول‌های هلند)                 | ۱          |
| آلبوم‌های آلمانی (۱۰۰ آلبوم برتر رسمی)         | ۶          |
| آلبوم‌های نیوزیلندی (آرام‌ان‌زد)                 | ۱          |
| آلبوم‌های نروژی (وی‌جی-لیستا)                   | ۲          |
| آلبوم‌های اسپانیایی (سازنده‌های موسیقی اسپانیا) | ۱          |
| آلبوم‌های سوئدی (برترین‌های سوئد)               | ۱۴         |
| آلبوم‌های بریتانیا (شرکت جدول‌های رسمی)         | ۱          |
| بیلبورد ۲۰۰ ایالات متحده                      | ۱          |
| جدول (۱۹۷۶)                                   | اوج موقعیت |
| آلبوم‌های هلندی (جدول‌های هلند)                 | ۹          |
| آلبوم‌های نیوزیلندی (آرام‌ان‌زد)                 | ۸          |
| آلبوم‌های نروژی (وی‌جی-لیستا)                   | ۶          |
| آلبوم‌های بریتانیا (شرکت جدول‌های رسمی)         | ۱۵         |
| جدول (۱۹۷۷)                                   | اوج موقعیت |
| آلبوم‌های نیوزیلندی (آرام‌ان‌زد)                 | ۲۹         |
| آلبوم‌های بریتانیا (شرکت جدول‌های رسمی)         | ۲۸         |
| جدول (۱۹۷۸)                                   | اوج موقعیت |
| آلبوم‌های اتریشی (آلبوم‌های او۳)                | ۲۳         |
| آلبوم‌های آلمانی (۱۰۰ آلبوم برتر رسمی)         | ۶          |
| آلبوم‌های بریتانیا (شرکت جدول‌های رسمی)         | ۵۲         |
| جدول (۱۹۷۹)                                   | اوج موقعیت |
| آلبوم‌های نیوزیلندی (آرام‌ان‌زد)                 | ۴۴         |
| آلبوم‌های بریتانیا (شرکت جدول‌های رسمی)         | ۷۵         |
| جدول (۱۹۸۰)                                   | اوج موقعیت |
| آلبوم‌های نیوزیلندی (آرام‌ان‌زد)                 | ۳۶         |
| آلبوم‌های نروژی (وی‌جی-لیستا)                   | ۴۰         |
| جدول (۱۹۸۸)                                   | اوج موقعیت |
| آلبوم‌های نیوزیلندی (آرام‌ان‌زد)                 | ۲۹         |
| آلبوم‌های بریتانیا (شرکت جدول‌های رسمی)         | ۹۷         |
| جدول (۱۹۹۴)                                   | اوج موقعیت |
| آلبوم‌های آلمانی (۱۰۰ آلبوم برتر رسمی)         | ۳۳         |
| آلبوم‌های بریتانیا (شرکت جدول‌های رسمی)         | ۵۲         |
| جدول (۱۹۹۵)                                   | اوج موقعیت |
| آلبوم‌های بریتانیا (شرکت جدول‌های رسمی)         | ۸۷         |
| جدول (۱۹۹۷)                                   | اوج موقعیت |
| آلبوم‌های آلمانی (۱۰۰ آلبوم برتر رسمی)         | ۳۳         |
| جدول (۲۰۰۵)                                   | اوج موقعیت |
| آلبوم‌های بریتانیا (شرکت جدول‌های رسمی)         | ۶۵         |
| جدول (۲۰۰۶)                                   | اوج موقعیت |
| آلبوم‌های بلژیکی (اولتراتاپ فلاندرز)           | ۸۵         |
| آلبوم‌های بلژیکی (اولتراتاپ والونیا)           | ۹۵         |
| آلبوم‌های ایتالیایی (فیمی)                     | ۱۳         |
| آلبوم‌های اسپانیایی (پروموزیکای)               | ۶۷         |
| آلبوم‌های سوئیسی (جدول موسیقی سوئیس)           | ۷۰         |
| جدول (۲۰۰۸)                                   | اوج موقعیت |
| آلبوم‌های اسپانیایی (پروموزیکای)               | ۷۰         |
| جدول (۲۰۱۱)                                   | اوج موقعیت |
| آلبوم‌های اتریشی (آلبوم‌های او۳)                | ۳۱         |
| آلبوم‌های بلژیکی (اولتراتاپ فلاندرز)           | ۷۷         |
| آلبوم‌های بلژیکی (اولتراتاپ والونیا)           | ۶۸         |
| آلبوم‌های چک (سی‌ان‌اس آی‌اف‌پی‌آی)                 | ۳۴         |
| آلبوم‌های هلندی (جدول‌های هلند)                 | ۶۲         |
| آلبوم‌های فنلاندی (جدول رسمی فنلاند)           | ۵۰         |
| آلبوم‌های فرانسوی (اس‌ان‌ئی‌پی)                   | ۳۴         |
| آلبوم‌های آلمانی (۱۰۰ آلبوم برتر رسمی)         | ۴          |
| آلبوم‌های ایتالیایی (فیمی)                     | ۱۰         |
| آلبوم‌های نیوزیلندی (آرام‌ان‌زد)                 | ۲۴         |
| آلبوم‌های نروژی (وی‌جی-لیستا)                   | ۲۴         |
| آلبوم‌های لهستانی (زدپی‌ای‌وی)                   | ۲۰         |
| آلبوم‌های پرتغالی (ای‌اف‌پی)                     | ۱۹         |
| آلبوم‌های اسپانیایی (پروموزیکای)               | ۱۷         |
| آلبوم‌های سوئدی (برترین‌های سوئد)               | ۲۲         |
| آلبوم‌های سوئیسی (جدول موسیقی سوئیس)           | ۱۵         |
| آلبوم‌های بریتانیا (شرکت جدول‌های رسمی)         | ۳۸         |
| بیلبورد ۲۰۰ ایالات متحده                      | ۳۳         |
| جدول (۲۰۱۲)                                   | اوج موقعیت |
| آلبوم‌های نیوزیلندی (آرام‌ان‌زد)                 | ۲۸         |
| آلبوم‌های نروژی (وی‌جی-لیستا)                   | ۲۵         |
| آلبوم‌های اسپانیایی (پروموزیکای)               | ۲۵         |
| آلبوم‌های سوئدی (برترین‌های سوئد)               | ۶۰         |
| آلبوم‌های بریتانیا (شرکت جدول‌های رسمی)         | ۷۴         |
| جدول (۲۰۱۳)                                   | اوج موقعیت |
| آلبوم‌های فنلاندی (جدول رسمی فنلاند)           | ۱۹         |
| آلبوم‌های نروژی (وی‌جی-لیستا)                   | ۳۳         |
| آلبوم‌های بریتانیا (شرکت جدول‌های رسمی)         | ۶۵         |
| جدول (۲۰۱۴)                                   | اوج موقعیت |
| آلبوم‌های چک (سی‌ان‌اس آی‌اف‌پی‌آی)                 | ۲۸         |
| آلبوم‌های آلمانی (۱۰۰ آلبوم برتر رسمی)         | ۹۰         |
| آلبوم‌های سوئیسی (جدول موسیقی سوئیس)           | ۷۴         |
| جدول (۲۰۱۵)                                   | اوج موقعیت |
| آلبوم‌های چک (سی‌ان‌اس آی‌اف‌پی‌آی)                 | ۵۱         |
| جدول (۲۰۱۶)                                   | اوج موقعیت |
| آلبوم‌های اتریشی (آلبوم‌های او۳)                | ۷۰         |
| آلبوم‌های چک (سی‌ان‌اس آی‌اف‌پی‌آی)                 | ۸۴         |
| آلبوم‌های آلمانی (۱۰۰ آلبوم برتر رسمی)         | ۷۳         |
| آلبوم‌های سوئیسی (جدول موسیقی سوئیس)           | ۴۷         |
| آلبوم‌های بریتانیا (شرکت جدول‌های رسمی)         | ۹۳         |
| جدول (۲۰۱۷)                                   | اوج موقعیت |
| آلبوم‌های چک (سی‌ان‌اس آی‌اف‌پی‌آی)                 | ۴۸         |
| آلبوم‌های پرتغالی (ای‌اف‌پی)                     | ۵۰         |
| آلبوم‌های بریتانیا (شرکت جدول‌های رسمی)         | ۱۰۰        |
| جدول (۲۰۱۸)                                   | اوج موقعیت |
| آلبوم‌های چک (سی‌ان‌اس آی‌اف‌پی‌آی)                 | ۳۷         |
| آلبوم‌های لهستانی (زدپی‌ای‌وی)                   | ۳۲         |
| آلبوم‌های پرتغالی (ای‌اف‌پی)                     | ۱۱         |
| جدول (۲۰۱۹)                                   | اوج موقعیت |
| آلبوم‌های چک (سی‌ان‌اس آی‌اف‌پی‌آی)                 | ۷۶         |
| آلبوم‌های پرتغالی (ای‌اف‌پی)                     | ۲۵         |
| جدول (۲۰۲۰)                                   | اوج موقعیت |
| آلبوم‌های بلژیکی (اولتراتاپ فلاندرز)           | ۹۴         |
| آلبوم‌های پرتغالی (ای‌اف‌پی)                     | ۱۸         |
| جدول (۲۰۲۱)                                   | اوج موقعیت |
| آلبوم‌های بلژیکی (اولتراتاپ فلاندرز)           | ۷۸         |
| آلبوم‌های آلمانی (۱۰۰ آلبوم برتر رسمی)         | ۸۷         |
| آلبوم‌های پرتغالی (ای‌اف‌پی)                     | ۳          |
| آلبوم‌های سوئیسی (جدول موسیقی سوئیس)           | ۵۸         |

### جدول‌های پایان سال
| جدول (۱۹۷۵)                           | رتبه |
| ------------------------------------- | ---- |
| Australian Albums (Kent Music Report) | ۱۲   |
| Austrian Albums (Ö3 Austria)          | ۸    |
| Dutch Albums (Album Top 100)          | ۶    |
| New Zealand Albums (RMNZ)             | ۱۱   |
| UK Albums (OCC)                       | ۲۲   |
| جدول (۱۹۷۶)                           | رتبه |
| New Zealand Albums (RMNZ)             | ۲۶   |
| UK Albums (OCC)                       | ۴۷   |
| جدول (۱۹۷۷)                           | رتبه |
| German Albums (Offizielle Top 100)    | ۲    |
| جدول (۱۹۷۸)                           | رتبه |
| German Albums (Offizielle Top 100)    | ۲    |
| جدول (۱۹۷۹)                           | رتبه |
| German Albums (Offizielle Top 100)    | ۳    |
| جدول (۱۹۸۰)                           | رتبه |
| German Albums (Offizielle Top 100)    | ۹    |
| جدول (۱۹۸۱)                           | رتبه |
| German Albums (Offizielle Top 100)    | ۵۳   |

## گواهی‌نامه‌ها و فروش
| منطقه                                                              | گواهی     | واحد گواهی‌شده/فروش |
| ------------------------------------------------------------------ | --------- | ------------------ |
| آرژانتین (سی‌ای‌پی‌آی‌اف)                                              | طلا       | ۳۰٬۰۰۰^            |
| استرالیا (آی‌اف‌پی‌آی استرالیا)                                       | ۷× پلاتین | ۳۵۰٬۰۰۰^           |
| اتریش (فونوگرافی اتریش)                                            | ۲× پلاتین | ۱۰۰٬۰۰۰*           |
| برزیل                                                              | —         | ۸۰٬۰۰۰             |
| کانادا (میوزیک کانادا)                                             | ۳× پلاتین | ۳۰۰٬۰۰۰^           |
| فرانسه (اس‌ان‌ئی‌پی)                                                  | الماس     | ۱٬۴۲۷٬۲۰۰          |
| آلمان (بی‌وی‌ام‌آی)                                                   | پلاتین    | ۱٬۵۰۰٬۰۰۰          |
| یونان (آی‌اف‌پی‌آی یونان)                                             | طلا       | ۷۰٬۰۰۰             |
| ایتالیا فروش ۱۹۷۳–۱۹۷۹                                             | —         | ۴۵۰٬۰۰۰            |
| ایتالیا (اف‌آی‌ام‌آی) تا ۲۰۰۹                                         | ۲× پلاتین | ۱۰۰٬۰۰۰*           |
| نیوزیلند (آرآی‌ای‌ان‌زد) بازسازی‌شده                                   | ۴× پلاتین | ۶۰٬۰۰۰^            |
| لهستان (زدپی‌ای‌وی)                                                  | طلا       | ۳۵٬۰۰۰*            |
| لهستان (زدپی‌ای‌وی) انتشار مجدد                                      | طلا       | ۱۰٬۰۰۰             |
| اسپانیا                                                            | —         | ۳۲۵٬۰۰۰            |
| بریتانیا (بی‌پی‌آی)                                                  | ۲× پلاتین | ۶۰۰٬۰۰۰^           |
| ایالات متحده (آرآی‌ای‌ای)                                            | ۶× پلاتین | ۶٬۰۰۰٬۰۰۰^         |
| خلاصه‌ها                                                            |           |                    |
| جهانی                                                              | —         | ۱۳٬۰۰۰٬۰۰۰         |
| * رقم فروش تنها بر پایهٔ گواهی‌ها. ^ رقم توزیع تنها بر پایهٔ گواهی‌ها. |           |                    |

## یادداشت
1. ↑  EMI Recordes
2. ↑  این سه آهنگ در اجراهای اولیه در کنسرت‌ها با نام «You Gotta Be Crazy", "Raving and Drooling» و «Shine On You Crazy Diamond» اجرا می‌شدند
3. ↑  Pete Erskine
4. ↑  منظور همان «بدرخش ای الماس مجنون» است یا به شکل خلاصه Shine On
5. ↑  Brian Humphries
6. ↑  Pye Studios
7. ↑  بر سر تاریخ ۵ ژوئیه و اینکه ملاقات سید برت و جشن عروسی گیلمور تداخلی وجود داشته باشد اختلاف دیدگاه وجود دارد. مارک بلیک در کتاب خود در سال ۲۰۰۸ می‌نویسد که جشن عروسی گیلمور ۷ ژوئیه بود و این مورد توسط همسر وقت گیلمور تأیید شد. عده‌ای از نویسندگان هم می‌گویند برت در پنجم ژوئیه به ابی رود استودیو آمد.
8. ↑  نیک میسن بر سر این اتفاق شک دارد
9. ↑  Inside Out
10. ↑  EMS VCS 3
11. ↑  Household Objects
12. ↑  Ronnie Rondell and Danny Rogers
13. ↑  Mono Lake
14. ↑  WDR 2
15. ↑  Pitchfork Media
16. ↑  EMI Harvest SHVL 814
17. ↑  EMI CD EMD 1062
18. ↑  Capitol 72438297502
19. ↑  The Story Of Wish You Were Here
20. ↑  مصاحبه‌های ریچارد رایت مربوط به قبل از مرگ وی است.
21. ↑  lap steel guitar
22. ↑  EMS Synthi AKS
23. ↑  Tape Effects
24. ↑  EMS VCS 3
25. ↑  clavinet